# France: An Ode
France: An Ode est une ode en anglais composée par Samuel Coleridge en avril 1798 et publiée le 16 avril 1798 dans le Morning Post. Le poème décrit l'évolution du soutien apporté par Coleridge à la Révolution française jusqu'à son sentiment de trahison lors de l'invasion de la Suisse. Comme d’autres poèmes de Coleridge, il relie ses opinions politiques à ses pensées religieuses. Les éléments gothiques du poème relient le style du poème à nombre de ses premières œuvres poétiques.

## Contexte
Samuel Coleridge fut l'un des premiers partisans de la Révolution française et un opposant au Premier ministre britannique William Pitt. Cependant, l'invasion de la Suisse par la France lui fit perdre confiance en la cause des révolutionnaires en avril 1798. Bien que Coleridge s'oppose à Pitt, il soutient la cause britannique lorsque la France menace d'envahir la Grande-Bretagne en écrivant un poème intitulé à l'origine The Recantation: An Ode, qui a ensuite été renommé France: An Ode. Le poème a été publié dans le Morning Post du 16 avril 1798. Le poète est accompagné d'une note de Daniel Stuart (en), rédacteur en chef du journal, qui affirme que, comme Coleridge, le journal a également changé de position sur la France.
Peu de temps après, le poème est publié dans un petit ouvrage contenant ses autres poèmes Frost at Midnight (en) et Fears in Solitude (en) sous le titre France: An Ode de résonner de façon neutre. L'ordre des poèmes place d'abord Fears in Solitude, en dernier Frost at Midnight et entre les deux conversation poems (en) figure France: An Ode. Il est finalement réimprimé par Stuart en octobre 1802 avec une version révisée de Fears in Solitude. Parmi ces poèmes, Coleridge n'aime pas France: An Ode pour ce qu'il révèle de son opinion politique. Robert Southey, un ami de Coleridge, écrit dans une lettre de mai 1799 : « «L'Ode sur la France» de Coleridge est imprimée dans The spirit of the public journals sous le titre de « La rétractation ». Comment va-t-il aimer cela, et comment vont-ils aimer ceux qui ne permettent pas que ce soit une rétractation? ».
Une critique anonyme de 1799 dans le New London Review affirme que Coleridge a plagié des vers de Samson Agonistes (en) de John Milton. Plus tard, Thomas de Quincey affirme la même chose dans une critique de 1834 pour le Tait's Edinburgh Magazine. William Wordsworth pense que l'allusion à Samson Agonistes est intentionnelle, mais il est possible que le passage insupportably advancing ait été changé en irresistibly advancing dans la dernière version pour cacher l'allusion.

## Thèmes
France: An Ode est principalement centré sur les sentiments de Coleridge concernant l'invasion de la Suisse par la France. L'invasion marque le moment où la France devient une menace pour les autres nations. Quand il est placé entre Fears in Solitude et Frost at Midnight, il montre l'évolution des sentiments de Coleridge depuis la jeunesse. Il décrit comment il a regardé chaque étape de la révolution, de l'espoir à l'horreur, et comment cela l'a amené à se détourner d'elle tout en défendant la liberté.
Le poème, comme d'autres poèmes de Coleridge, relie ses opinions politiques à ses idées religieuses. La plupart des images qu'il utilise pour décrire la Révolution française sont liées au Livre de l'Apocalypse. Religious Musings (en) montre une première version de l'idée qui sera développée dans France: An Ode. L'interprétation de Coleridge implique un âge d'or qui se situe dans un avenir lointain et qu'il ne peut que passer son temps à penser à ce que l'avenir nous réservera. Les éléments gothiques du poème le relier à plusieurs autres œuvres de Coleridge comme Ancient Mariner, Ballad of the Dark Ladie, Fears in Solitude, Frost at Midnight, The Nightingale (en), Three Graves et Wanderings of Cain.